# Jakob Schöpf

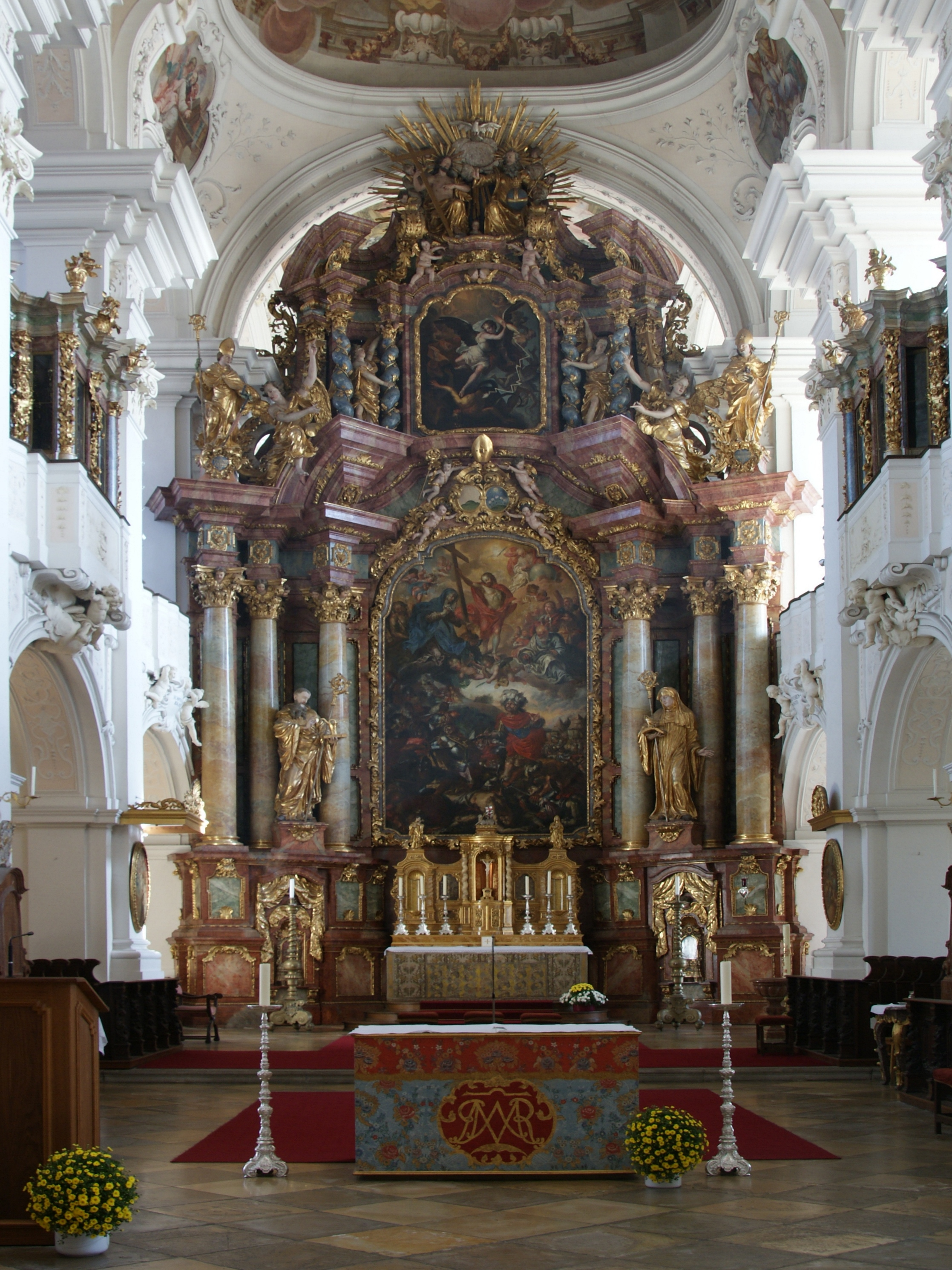
Der Hochaltar in der Klosterkirche von Kloster Niederaltaich, 1703

Jakob Schöpf (* 1665; † 1715) aus Stadtamhof bei Regensburg war ein Kunstschreiner und Bildhauer der Barockzeit.
Werke von Jakob Schöpf sind:
- Antependien der Seitenaltäre in der Kirche Sankt Veit in Straubing (1703)
- Hochaltar der Abteikirche Niederaltaich (1703)[1]
- Hochaltar der Klosterkirche von Kloster Metten (1712/13)[2]
- Altar der Kirche am Eixlberg (1712/13)[3]
- Schränke der Klosterbibliothek in Metten möglicherweise ebenfalls von Schöpf (1720/22)

Bekannter als Jakob Schöpf sind sein Sohn Johann Adam Schöpf (1702–1772), kurkölnischer Hofmaler, und dessen Sohn Johann Nepomuk Schöpf (1733–1798), kurbayerischer Hofmaler und Mitglied der Münchner Akademie.